# رولی (ماساچوست)
رولی(به انگلیسی: Rowley) شهرکی در شهرستان اسکس ایالت ماساچوست می‌باشد که در سال ۱۶۳۹ بنیان‌گذاری شده‌است. این شهرک در سرشماری سال ۲۰۱۰ میلادی، ۵٬۸۵۶ نفر جمعیت داشته‌است.